# 44e Grammy Awards

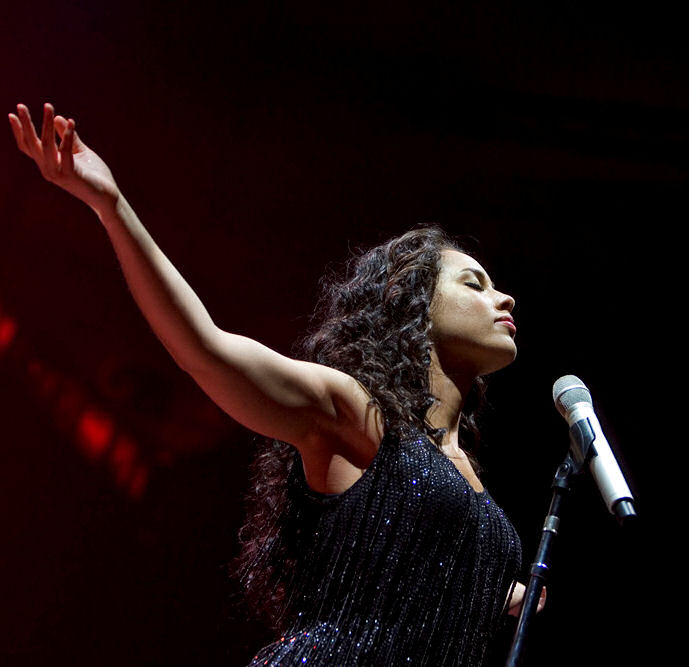
Alicia Keys was de grote winnares met 5 Grammy's inclusief die voor Song of the year voor het nummer Fallin'.

De 44e uitreiking van de jaarlijkse Grammy Awards vond plaats op 27 februari 2002 in het Staples Center in Los Angeles. De uitreiking werd gepresenteerd door Jon Stewart en uitgezonden door CBS. 
De grote winnaar was Alicia Keys die vijf keer een prijs in ontvangst mocht nemen, waaronder die voor Best New Artist en Song of the Year. Het was voor het eerst sinds 1981 dat een nieuwe artiest zoveel Grammy's mee naar huis mocht nemen; in dat jaar was het Christopher Cross die als debutant vijf Grammy's won. Alicia won voor haar album Songs in A Minor en de single Fallin'.
U2 deed eveneens uitstekende zaken en voegde vier Grammy's aan hun totaal toe. Drie nummers van het album All That You Can't Leave Behind (zelf goed voor een Grammy als beste rock-album) vielen in de prijzen: Walk On (Record of the Year), Elevation (beste rock-uitvoering) en Stuck In A Moment You Can't Get Out Of (beste pop-uitvoering). Het carrièretotaal van U2 kwam hiermee op 14 (er zouden er tot 2006 nog acht volgen).
Verder leek het alsof de Grammy's in 2002 een duik in het verleden namen, terug naar oorspronkelijke Amerikaanse muziekstijlen als blues, country, bluegrass en folk. De soundtrack van de film O Brother, Where Art Thou?, met nummers van artiesten en nummers in de genoemde stijlen, werd uitgeroepen tot Album of the Year. Het was voor het eerst sinds 1979 dat een soundtrack album deze Grammy won; destijds was het de soundtrack van Saturday Night Fever. Het album van O Brother, Where Art Thou? was een mix van stokoude, oorspronkelijke opnamen (de oudste dateerde van 1928) en nieuwe opnamen, van zowel bestaande als nieuwe liedjes. Slechts een paar gevestigde namen deden mee: Emmylou Harris en bluegrass-zangeres Alison Krauss bijvoorbeeld, maar de rest van de soundtrack werd gevuld door namen die in Europa (en dus ook in Nederland) vrijwel onbekend waren: Dan Tyminski (van Union Station, de begeleidingsband van Krauss), Chris Sharp, Pat Enright, Harley Allen en anderen. Er was ook grote verscheidenheid in leeftijden van de artiesten. Ralph Stanley, van wie O Death op het album stond, was 75 terwijl The Peasall Sisters (een trio van drie zusjes) respectievelijk 7, 9 en 13 waren. Leah Peasall is met haar 7 jaar nog altijd de allerjongste Grammy-winnaar aller tijden.
De soundtrack leverde nog een paar extra Grammy's op, zoals die voor beste country-uitvoering voor een zanger (voor Ralph Stanley's O Death) en voor een groep (I'm A Man Of Constant Sorrow van The Soggy Bottom Boys), en voor het beste soundtrackalbum. Een afgeleide van het album, Down From the Mountain, een verslag van een tour van artiesten die op O Brother, Where Art Thou? te horen waren, won in de folk-categorie. Producer T Bone Burnett won vier Grammy's voor zijn werk aan de soundtrack.
Ook in andere categorieën was de invloed van folk en bluegrass te merken: Alison Krauss won naast haar Grammy voor O Brother, Where Art Thou? nog drie country-Grammy's voor haar eigen solowerk, terwijl de 78-jarige Earl Scruggs een Grammy voor beste instrumentale country-opname won voor zijn klassieker Foggy Mountain Breakdown.
Er was ook Nederlands succes te noteren: geluidstechnicus Harry Coster won een Grammy voor zijn werk voor de restauratie van oude opnamen van Billie Holiday die op de verzamelaar Lady Day: The Complete Billie Holiday on Columbia 1933-1944 kwamen te staan. De Grammy viel in de categorie voor beste historische album.

## Winnaars
Noot: Voor het eerst werden voor winnende albums ook Grammy's toegekend aan technici (engineers) en producers. Deze zijn in kleine letters weergegeven onder de titel en uitvoerende van het winnende album

### Algemeen
- Album of the Year
  - "O Brother, Where Art Thou?" - Soundtrack (Uitvoerenden: Alison Krauss & Union Station, Chris Sharp, Chris Thomas King, Emmylou Harris, Gillian Welch, Harley Allen, John Hartford, Mike Compton, Norman Blake, Pat Enright, Peasall Sisters, Ralph Stanley, Sam Bush, Stuart Duncan, The Cox Family, The Fairfield Four, The Whites, Tim Blake Nelson)[A 1]
  - T Bone Burnett (producer); Mike Piersante & Peter Kurland (technici/mixers); Gavin Lurssen (mastering engineer)
- Record of the Year
  - "Walk On" - U2
  - Richard Rainey & Steve Lillywhite (technici); Brian Eno & Daniel Lanois (producers)
- Song of the Year
  - Alicia Keys (componist) voor Fallin' , uitvoerende: Alicia Keys
- Best New Artist
  - Alicia Keys

#### Noot
1. ↑  De soundtrack bevatte ook opnamen van artiesten die niet in aanmerking kwamen voor een Grammy Award. Het ging hier om nummers die niet speciaal voor dit album waren opgenomen, maar al bestonden. Het gaat om de artiesten James Carter en Harry McClintock.

### Pop
- Best Pop Vocal Performance (zangeres)
  - "I'm Like A Bird" - Nelly Furtado
- Best Pop Vocal Performance (zanger)
  - "Don't Let Me Be Lonely Tonight" - James Taylor
- Best Pop Vocal Performance (duo/groep)
  - "Stuck In A Moment You Can't Get Out Of" - U2
- Best Pop Collaboration with Vocals (Beste eenmalige samenwerking)
  - "Lady Marmalade" - Christina Aguilera, Lil' Kim, Mýa & P!nk
- Best Pop Instrumental Performance
  - "Reptile" - Eric Clapton
- Best Dance Recording
  - "All For You" - Janet Jackson (uitvoerende); Steve Hodge (mixer); Janet Jackson, Jimmy Jam & Terry Lewis (producers)
- Best Pop Instrumental Album
  - "No Substitions - Live in Osaka" - Steve Lukather & Larry Carlton
  - Neil Citron, Steve Vai & Yoshiyasu Kumada (technici); Steve Vai & Steve Lukather (producers)
- Best Pop Vocal Album
  - "Lovers Rock" - Sade
  - Mike Pela (technicus/producer)

### Country
- Best Country Vocal Performance (zangeres)
  - "Shine" - Dolly Parton
- Best Country Vocal Performance (zanger)
  - "O Death" - Ralph Stanley
- Best Country Vocal Performance (duo/groep)
  - "The Lucky One" - Alison Krauss & Union Station
- Best Country Collaboration with Vocals (Beste eenmalige samenwerking)
  - "I Am a Man of Constant Sorrow" - The Soggy Bottom Boys (Dan Tyminski, Harley Allen & Pat Enright)
- Best Country Instrumental Performance
  - "Foggy Mountain Breakdown" - Earl Scruggs, Glen Duncan, Randy Scruggs, Steve Martin, Vince Gill, Marty Stuart, Gary Scruggs, Albert Lee, Paul Shaffer, Jerry Douglas & Leon Russell
- Best Country Song
  - Robert Lee Castleman voor The Lucky One, uitvoerenden: Alison Krauss & Union Station
- Best Country Album
  - "Timeless - Hank Williams Tribute" - Diverse uitvoerenden; Bonnie Garner, Luke Lewis & Mary Martin (producers)
- Best Bluegrass Album
  - "New Favorite" - Alison Krauss & Union Station
  - Gary Paczosa (technicus)

### R&B
- Best R&B Vocal Performance (zangeres)
  - "Fallin'" - Alicia Keys
- Best R&B Vocal Performance (zanger)
  - "U Remind Me" - Usher
- Best R&B Vocal Performance (duo/groep)
  - "Survivor" - Destiny's Child
- Best R&B Song
  - Alicia Keys (componist) voor Fallin' , uitvoerende: Alicia Keys
- Best R&B Album
  - "Songs in A Minor" - Alicia Keys
  - Kenny "Krucial" Brothers (technicus)
- Best Traditional R&B Vocal Album
  - "At Least" - Gladys Knight

### Rap
- Best Rap Performance (solist)
  - "Get Ur Freak On" - Missy "Misdemeanor" Elliott
- Best Rap Performance (duo/groep)
  - "Ms. Jackson" - OutKast
- Best Rap/Sung Collaboration (Samenwerking met rap en zang)
  - "Let Me Blow Ya Mind" - Gwen Stefani & Eve
- Best Rap Album
  - "Stankonia" - OutKast
  - John Frye (technicus); David Sheats (producer)

### Rock
- Best Rock Vocal Performance (zangeres)
  - "Get Right With God" - Lucinda Williams
- Best Rock Vocal Performance (zanger)
- "Dig In" - Lenny Kravitz
- Best Rock Vocal Performance (duo/groep)
  - "Elevation" - U2
- Best Hard Rock Performance
  - "Crawling" - Linkin Park
- Best Metal Performance
  - "Schism" - Tool
- Best Rock Instrumental Performance
  - "Dirty Mind" - Jeff Beck
- Best Rock Song
  - Train (Charlie Colin, Jimmy Stafford, Pat Monahan, Rob Hotchkiss & Scott Underwood) (componisten) voor Drops of Jupiter (Tell Me), uitvoerende: Train
- Best Rock Album
  - "All That You Can't Leave Behind" - U2
  - Richard Rainey (technicus); Brian Eno & Daniel Lanois (producers)

### Traditional Pop
- Best Traditional Pop Vocal Album
  - "Songs I Heard" - Harry Connick jr.
  - Gregg Rubin (technicus); Tracey Freeman (producer)

### Alternative
- Best Alternative Music Album
  - "Parachutes" - Coldplay
  - Ken Nelson & Michael H. Brauer (technici); Ken Nelson (producer)

### Blues
- Best Traditional Blues Album
  - "Do You Get The Blues?" - Jimmie Vaughan
  - Jared Tuten & John P. Hampton (technici)
- Best Contemporary Blues Album
  - "Nothing Personal" - Delbert McClinton
  - Don Smith & Richard Dodd (technici); Gary Nicholson (producer)

### Folk/Americana
- Best Traditional Folk Album
  - "Down From The Mountain" - Diverse uitvoerenden; T Bone Burnett (producer); Mike Piersante (technicus)
- Best Contemporary Folk Album
- "Love And Theft" - Bob Dylan
  - Chris Shaw (technicus)
- Best Native American Music Album
  - "Bless The People - Harmonized Peyote Songs" - Verdell Primeaux & Johnny Mike
  - Jack Smiller (technicus); Giuli Doyle & Robert Doyle (producers)

### Polka
- Best Polka Album
  - "Gone Polka" - Jimmy Sturr
  - Jim Uzwack, Kenneth R. Irwin & Tom Pick (technici); Kenneth R. Irwin & Tom Pick (producers)

### Latin
- Best Latin Pop Album
  - "La Musica De Baldemar Huerta" - Freddy Fender
  - Joe Reyes, Michael Morales & Ronald Morales (technici/producers)
- Best Latin Rock/Alternative Album
  - "Embrace the Chaos" - Ozomatli
- Best Traditional Tropical Latin Album
  - "Déjame Entrar" - Carlos Vives
  - Javier Garza, John D. Thomas, Mike Couzzi, Ron Taylor & Scott Canto (technici); Andrés Castro, Emilio Estefan Jr. & Sebastián Krys (producers)
- Best Salsa Album
  - "Encore" - Roberto Blades
  - Gustavo Celis & Ricky Blanco (technici)
- Best Merengue Album
  - "Yo Por Tí" - Olga Tañón
  - Eric Schilling (technicus)
- Best Mexican/Mexican-American Album
  - "En Vivo...El Hombre Y Su Musica" - Ramón Ayala & Sus Bravos Del Norte
  - dward Perez, Freddie Martínez, Jr. & Greg García (technici); Freddie Martínez Sr. (producer)
- Best Tejano Album
  - "Nadie Como Tu" - Solido
  - Edward Perez & Ramiro Serna, Jr. (technici)

### Reggae
- Best Reggae Album
  - "Halfway Tree" - Damian Marley
  - Arlick Thompson (technicus); Stephen Marley (producer)

### Gospel
- Best Pop/Contemporary Gospel Album
  - "CeCe Winans" - CeCe Winans
  - F. Reid Shippen & Steve Bishir (technici); Brown Bannister (producer)
- Best Rock Gospel Album
  - "Solo" - dc Talk
  - Marcelo Pennell & Joe Baldridge (technici); Toby McKeehan, Michael-Anthony Taylor, Pete Stewart & Adrian Belew (producers)
- Best Traditional Soul Gospel Album
  - "Spirit of the Century" - Blind Boys of Alabama
  - Larry Hirsch & Jimmy Hoyson (technici); John Chelew (producer)
- Best Contemporary Soul Gospel Album
  - "The Experience" - Yolanda Adams
  - Benjamin J. Arrindell, Biff Dawes & Derek Lewis (technici)
- Best Southern, Country or Bluegrass Gospel Album
  - "Bill & Gloria Gaither Present a Billy Graham Music Homecoming" - Bill & Gloria Gaither & the Homecoming Friends
  - Chad Evans (technicus); Bill Gaither (producer)
- Best Gospel Choir or Chorus Album
  - "Love is Live!" - The LFT Church Choir o.l.v. Hezekiah Walker
  - Greg Hartman & John Jaszcz (technicus)

### Jazz
- Best Jazz Instrumental Solo
  - "Chan's Song" - Michael Brecker
- Best Jazz Instrumental Album (solist of groep)
  - "This Is What I Do" - Sonny Rollins
  - Troy Halderson (technicus); Lucille Rollins & Sonny Rollins (producers)
- Best Large Jazz Ensemble Album
  - "Homage to Count Basie" - Bob Mintzer Big Band
  - Tom Jung (technicus); Tom Jung & Bob Mintzer (producers)
- Best Jazz Vocal Album
  - "The Calling" - Dianne Reeves
  - Erik Zobler (technicus); George M. Duke (producer)
- Best Contemporary Jazz Album
  - "M_" - Marcus Miller
  - Khaliq-O-Vision & Ray Bardani (technici); David Isaac & Marcus Miller (producers)
- Best Latin Jazz Album
  - "Nocturne" - Charlie Haden
  - Jay Newland (technicus); Gonzalo Rubalcaba & Charlie Haden (producers)

### New Age
- Best New Age Album
  - "A Day Without Rain" - Enya
  - Nicky Ryan (technicus/producer)

### Wereldmuziek
- Best World Music Album
  - "Full Circle: Carnegie Hall 2000" - Ravi Shankar
  - Tom Lazarus (technicus); Hans Wendl (producer)

### Klassieke muziek
Vetgedrukte namen ontvingen een Grammy. Overige uitvoerenden, zoals orkesten, solisten e.d., die niet in aanmerking kwamen voor een Grammy, staan in kleine letters vermeld.
- Best Classical Album
  - "Berlioz: Les Troyens" - Sir Colin Davis (dirigent); Michelle DeYoung, Ben Heppner, Petra Lang, Peter Mattei, Stephen Milling, Sara Mingardo & Kenneth Tarver (solisten); James Mallinson (producer); Simon Rhodes (technicus)
  - London Symphony Orchestra & Chorus (koor & orkest)
- Best Orchestral Performance
  - "Boulez Conducts Varèse - Amériques, Arcana, Déserts & Ionisation" - Pierre Boulez (dirigent); Jobst Eberhardt & Stephan Flock (technici); Helmut Burk & Karl-August Nägler (producers)
  - Chicago Symphony Orchestra, orkest
- Best Opera Recording
  - "Berlioz: Les Troyens" - Sir Colin Davis (dirigent); Michelle DeYoung, Ben Heppner, Petra Lang, Peter Mattei, Stephen Milling, Sara Mingardo & Kenneth Tarver (solisten); James Mallinson (producer); Simon Rhodes (technicus)
  - London Symphony Orchestra & Chorus (koor & orkest)
- Best Choral Performance
  - "Bach: St. Matthew Passion" - Erwin Ortner & Norbert Balatsch (koordirigenten); Nikolaus Harnoncourt (dirigent); Michael Bramman (technicus); Martin Sauer (producer)
  - Bernarda Fink, Matthias Goerne, Dietrich Henschel, Elisabeth von Magnus, Christoph Prégardien, Dorothea Röschmann, Michael Schade, Christine Schäfer, Markus Schäfer & Oliver Widmer (solisten); Wiener Sangerknaben & het Arnold Schönberg Chor (koren); Concentus Musicas Wien (orkest)
- Best Instrumental Soloist Performance (With Orchestra)
  - "Strauss Wind Concertos - Horn Concerto; Oboe Concerto" - Alex Klein, Dale Clevenger, David McGill & Larry Combs (solisten); Daniel Barenboim (dirigent); Eberhard Sengpiel (technicus); Martin Fouqué (producer)
  - Chicago Symphony Orchestra, orkest
- Best Instrumental Soloist Performance (Without Orchestra)
  - "Britten: Cello Suites (1-3)" - Truls Mork (solist); Arne Akselberg (technicus/producer)
- Best Chamber Music Performance (kamermuziek)
  - "Haydn: The Complete String Quartets" - The Angeles String Quartet (ensemble); Marc J. Aubort (technicus); Joanna Nickrenz (producer)
- Best Small Ensemble Performance
  - "After Mozart - Raskatov, Silvestrov & Schnittke" - Kremerata Baltica o.l.v. Gidon Kremer (ensemble); Philip Nedel (technicus); Helmut Mühle (producer)
- Best Classical Vocal Performance
  - "Dreams & Fables - Gluck Italian Arias: Tremo Fra' Dubbi Miei; Di Questa Cetra In Seno" - Cecilia Bartoli (soliste); Jonathan Stokes (technicus); Christopher Raeburn (producer)
  - Akademie für Alte Musik Berlin o.l.v. Bernhard Forck (orkest)
- Best Classical Contemporary Composition
  - Christopher Rouse voor Rouse: Concert De Gaudí For Guitar & Orchestra, uitvoerende: Sharin Isbin & het Gulbenkian Orchestra o.l.v. Muhai Tang
- Best Classical Crossover Album
  - "Perpetual Motion - Scarlatti, Bach, Debussy, Chopin" - Béla Fleck, Edgar Meyer, Joshua Bell, John Christopher Williams & Evelyn Glennie (solisten); Robert Battaglia (technicus); Edgar Meyer (producer)

### Composing & Arranging (Composities & Arrangementen)
- Best Instrumental Composition
  - Alan Silvestri (componist) voor Cast Away End Credits
- Best Instrumental Arrangement
  - Béla Fleck & Edgar Meyer (arrangeurs) voor Debussy: Doctor Gradus Ad Parnassum, uitvoerenden: Béla Fleck, Joshua Bell & Gary Hoffmann
- Best Instrumental Arrangement Accompanying Vocalist
  - Paul Buckmaster (arrangeur) voor Drops of Jupiter, uitvoerende: Train

### Kinderrepertoire
- Best Musical Album for Children
  - "Elmo & the Orchestra" - Ed Mitchell (producer); Jimmy Hoyson & Ric Wilson (technici) (uitvoerenden: Sesamstraat karakters)
- Best Spoken World Album for Children
  - "Mama Don't Allow" - Tom Chapin
  - Rory Young (technicus); Arnold Cardillo (producer)

### Musical
- Best Musical Show Album
  - "The Producers" - Original Broadway Cast (solisten: Nathan Lane & Matthew Broderick); Mel Brooks (componist)
  - Hugh Fordin (producer); Cynthia Daniels (technicus)

### Hoezen
- Best Recording Package
  - Stanley Donwood & Thom Yorke voor Amnesiac (Special Limited Edition), uitvoerenden: Radiohead
- Best Boxed Recording Package
  - Hugh Brown & Steven Vance (ontwerpers) voor Brain in a Box - The Science Fiction Collection, diverse uitvoerenden
- Best Album Notes
  - Walter Mosley (schrijver) voor Richard Pryor... And It's Deep Too! The Complete Warner Bros. Recordings 1968-1992
  - Elijah Wald (schrijver) voor Arhoolie Records 40th Anniversary Collection 1960-2000: The Journey of Chris Strachwitz

### Production & Engineering (productie & techniek)
- Best Engineered Album, Non-Classical
  - Al Schmitt (technicus) voor The Look of Love, uitvoerende: Diana Krall
- Best Engineered Album, Classical
  - Richard King & Joshua Bell (technici) voor Bernstein (Arr. Brohn & Corigliano): West Side Story Suite (Lonely Town; Make Our Garden Grow, Etc.), diverse uitvoerenden
- Best Remixed Recording, Non-Classical
  - Deep Dish (remixers) voor Thank You (Deep Dish Vocal Remix), uitvoerende: Dido
- Producer of the Year, Non-Classical
  - T Bone Burnett
- Producer of the Year, Classical
  - Manfred Eicher

### Gesproken Woord
- Best Spoken Word Album
  - "Q: The Autobiography of Quincy Jones" - Quincy Jones
  - Jeffrey S. Thomas & Steven Strassman (technici); Elisa Shokoff (producer)
- Best Spoken Comedy Album
  - "Napalm & Sillyputty" - George Carlin
  - John Runnette (producer)

### Historisch
- Best Historical Album
  - Matt Cavaluzzo, Harry Coster, Seth Foster, Darcy Proper, Ken Robertson & Mark Wilder (technici); Michael Brooks & Michael Cuscuna (producers) voor Lady Day: The Complete Billie Holiday on Columbia 1933-1944, uitvoerende: Billie Holiday

### Soundtrack
- Best Song Written For a Motion Picture, Television or Other Visual Media
  - John Flansburgh & John Linnell (componisten) voor Boss Of Me (Malcolm in the Middle), uitvoerenden: They Might Be Giants
- Best Score Soundtrack Album For a Motion Picture, Television or Other Visual Media
  - "Crouching Tiger, Hidden Dragon" - Tan Dun (componist); Lu Xiao Xing, Richard King & Xu Gou Qin (technici); Steven Epstein (producer)
- Best Compilation Soundtrack Album for a Motion Picture, Television or Other Visual Media
  - "O Brother, Where Art Thou?" - T Bone Burnett (album producer)

### Video
- Best Short Form Music Video
  - "Weapon of Choice" - Fatboy Slim (artiest); Spike Jonze (regisseur); Vincent Landay & Deannie O'Neill (video producers)
- Best Long Form Music Video
  - "Recording The Producers - A Musical Romp with Mel Brooks" - Mel Brooks (artiest); Susan Froemke (regisseur); Susan Froemke & Peter Gelb (video producers)